# Sune Axelsson
Sune Anders Vilhelm Axelsson, född 7 december 1916 i Ulricehamn, död 3 maj 2008 i Ulricehamn, var en svensk friidrottare (tresteg). Han vann SM-guld i tresteg år 1942. Han tävlade för Ulricehamns IF.

## Personliga rekord
- Tresteg: 14,88 (4 augusti 1942)

## Fotnoter
1. ↑  Sveriges Dödbok 1901–2009, DVD-ROM, Version 5.00, Sveriges Släktforskarförbund (2010).